# Dylan Sunderland
Dylan Sunderland (Inverell, 26 februari 1996) is een Australisch wielrenner.

## Overwinningen
2018
Jongerenklassement Herald Sun Tour
2023
2e etappe Ronde van Thailand

## Resultaten in voornaamste wedstrijden
| Jaar | Ronde van Italië | Ronde van Frankrijk | Ronde van Spanje |
| ---- | ---------------- | ------------------- | ---------------- |
| 2020 | 114e             |                     |                  |
| 2021 |                  |                     | 104e             |

| Jaar | Ronde van Lombardije | Clásica San Sebastián |
| ---- | -------------------- | --------------------- |
| 2020 |                      |                       |
| 2021 | opgave               | opgave                |

## Ploegen
2016 –  State of Matter MAAP Racing (tot 31 mei)
2017 –  NSW Institute of Sport
2018 –  Bennelong SwissWellness Cycling Team
2019 –  Team BridgeLane
2020 –  NTT Pro Cycling
2021 –  Team Qhubeka-ASSOS
2022 –  Global 6 Cycling
2023 –  St George Continental Cycling Team
Cavanagh · Fitter · Kauffmann · Magennis · Robinson · Shaw · Smyth · Sunderland · Taylor · Toovey · Wohler
Bayly · Bowden · Christie-Johnson · Cooper · Crome · Davids · Elliott · Freiberg · Giacoppo · Harper · Lake · Lea · Porter · Roe · D. Sunderland · S. Sunderland · Toovey · Von Hoff · Ward
Barbero · Battistella · Boasson Hagen · Campenaerts · Carbel · De Bod · Dlamini · Dyball · Gasparotto · Gebreigzabhier · Gibbons · Gogl · Iribe · Janse van Rensburg · King · Kreuziger · Mäder · Meintjes · Nizzolo  · O'Connor · Pozzovivo · Sobrero · Stokbro · Sunderland · Thomson · Tiller · Valgren · Walscheid · Wyss
Armée · Aru · Barbero · Bennett · Brown · Campenaerts · Claeys · Clarke · Dlamini · Frankiny · Gogl · Hansen · Henao · Janse van Rensburg · Lindeman · Nizzolo  · Pelucchi · Power · Pozzovivo · Schmid · Stokbro · Sunderland · Tanfield · Vacek · Vinjebo · Walscheid · Wiśniowski
Benton · Fernández · Hailemichael · Mitri · Morris · Peltonen · Schunk · Sessler · Sunderland · Watts · Williams · Young
Aitken · Borrie · Buttigieg · Cooper · Crome · Fleming · Galea · Harrigan · Haydon-Smith · Ivory · Kergozou · Ludman · Mawditt · McGovern · McInnes · Medway · Pithie · Reardon · Rees · Rice · Sens · Short · Sunderland